# Nacht fiel über Gotenhafen
Nacht fiel über Gotenhafen ist ein Film, der 1959 unter der Regie von Frank Wisbar nach einem Tatsachenbericht der Zeitschrift Stern entstand. Der Film spielt in der Endphase des Zweiten Weltkriegs. Thematisiert wird die Flucht der deutschen Bevölkerung aus Ostpreußen vor der Roten Armee und die Versenkung des Schiffes Wilhelm Gustloff.

## Handlung
Kurz nach Kriegsbeginn heiratet die Rundfunkansagerin Maria ihren Kollegen Kurt Reiser. Sie wohnt, während ihr Ehemann im Krieg ist, bei dessen Eltern. Auf einer Silvesterparty lernt sie den Marineoffizier Hans Schott kennen und wird von ihm schwanger.
Sie weicht zu ihrer Freundin Edith auf ein Gut in Ostpreußen aus, wo sie mit ihrem Kind lebt. Edith wird von Rotarmisten getötet, Kurt kommt seiner Frau und ihrem Kind zu Hilfe. In einem Wagentreck der Generalin von Reuss erreicht Maria mit ihrem Kind und tausenden anderen Flüchtlingen Gotenhafen. Hier liegt das überfüllte Lazarett- und Flüchtlingsschiff „Wilhelm Gustloff“. Maria trifft erneut auf ihren inzwischen schwer verwundeten Ehemann.
Mit Schotts Hilfe, der auf dem Schiff Dienst tut, gelangen sie an Bord. In der ersten Nacht auf See wird das Schiff von einem sowjetischen U-Boot versenkt. Marias Kind und die Generalin gehören zu den wenigen Überlebenden.

## Informationen zum Film
Nach dem kommerziell äußerst erfolgreichen ersten Marinekriegsfilm Haie und kleine Fische setzt sich Wisbar in diesem Film mit dem Untergang der Wilhelm Gustloff am 30. Januar 1945 auseinander, die nach einem sowjetischen Torpedoangriff vor der pommerschen Küste (heute Polen) sank und auf der mehr als 9000 Menschen den Tod fanden. Die Gustloff, als reines Personenschiff konzipiert, hatte den Auftrag, Soldaten und Verwundete von der zusammenbrechenden Ostfront weg in westlichere Gebiete Deutschlands zu bringen. Flüchtlinge wurden im Rahmen der zur Verfügung stehenden Platzkapazitäten mitgenommen. Völkerrechtlich war die Wilhelm Gustloff  ein Truppentransporter. Dass Wisbar diesen Stoff nach Haie und kleine Fische und Hunde, wollt ihr ewig leben bearbeitet hat, zeigt, dass die Darstellung der Grausamkeit und Sinnlosigkeit des Krieges und nicht die Suche nach Schuldigen im Vordergrund seines Nachkriegsschaffens stand.
Drehorte waren von Herbst 1959 bis Januar 1960 Berlin, Bilshausen, Bremerhaven, Cuxhaven, die Ostseeküste sowie die Gegend um Helgoland und an Bord der Hanseatic. Das im Film dargestellte ostpreußische Gut ist tatsächlich Schloss Oberzwieselau bei Lindberg im Bayerischen Wald. Weitere Außenaufnahmen entstanden in der Gegend um Frauenau und Oberzwieselau. Dabei wurde der Lokschuppen der Zwieselauer Waldbahn mit einigen ausgemusterten gedeckten Güterwagen der DB abgebrannt. Bei den Dreharbeiten nahm Heinz Schön als Überlebender, Fachberater und Drehbuchmitarbeiter teil. Die Innenaufnahmen entstanden im Filmatelier Göttingen. Auf dem dortigen Freigelände baute der Filmarchitekt Walter Haag eine rotierende „Schaukel“, auf welcher das nachgebaute Deck des Unglücksschiffes montiert wurde. Zusätzlich konnten über die Kulisse mit einem Schlag 16 Kubikmeter Wasser gestürzt werden. Die sogenannte „Haag-Schaukel“ kam auch bei dem Heinz-Erhardt-Film Drillinge an Bord zum Einsatz.
Das Filmplakat wurde von Helmuth Ellgaard gestaltet. Die Uraufführung fand am 25. Februar 1960 in Hannover statt.

## Kritiken
- Lexikon des internationalen Films: „Ein in einzelnen Szenen überzeugend wirklichkeitsnah gestalteter Film, der aber keine Einsicht in die eigentlichen Ursachen der Katastrophe gibt.“[3]

- Reclams Lexikon des deutschen Films (1995): „Das dabei angeschnittene Thema der Vergangenheitsbewältigung mündet wie in der überwiegenden Vielzahl ähnlicher Kriegsabenteuerfilme dieser Zeit in der Aussage, daß Krieg zwar schrecklich, jedoch nicht abzuwenden sei, und daß menschliche Gefühle und Edelmut auch in den schrecklichsten Momenten Grund zur Hoffnung auf eine bessere Zukunft geben.“

- Evangelischer Filmbeobachter: „Trotz einiger Milderungstendenzen in der Aussage und trotz überkonstruierter Spielhandlung immer noch ein eindringliches Mahnmal gegen leichtfertiges Spiel mit dem Krieg.“[4]